# 娄敏修
娄敏修（1904年—1930年），号勖臣，化名娄吼、铁血，男，湖北沔阳县城（现仙桃市）人，中国共产党早期领导人。

## 生平
娄敏修自幼随父读书，1920年考入武昌省立第一中学，参加声援京汉铁路的二七大罢工。1923年，在武汉加入中国共产党。1924年2月，娄敏修与邓赤中、叶翠梧、刘金山、许炎生（许栩）、邓翘如、颜天铎、王少先八人，在沔城东岳庙创建了沔阳县第一个共产党小组，娄敏修担任负责人。之后他和许栩创办《晨报》，检举揭发沔阳县长陈铭谦和教育局长李松泉的贪污暴行，迫使陈、李弃职逃走。他又组织平民教育促进会，在沔城、新堤、张沟、杨树峰、坡子场等地开办平民夜校。1925年，董必武派李良贵抵沔阳建立中共沔阳县委，李良贵出任书记，娄敏修任副书记。娄敏修继续组织青年学生成立“外交后援会”，抵制外货，烧毁沔城的“鼎新”代销经理部的香烟以及不少日货，将经理邓爱华游街示众。1926年10月，娄敏修当选国民党沔阳县党部常务委员，组织民运、开仓济贫，并支持胡幼松在沔西地区组织农民自卫军、惩办刘昌烟等地主、歼灭监利新沟咀的硬肚会，创办三县革命根据地。
1927年国共合作破裂，时任鄂中特委委员兼沔阳县委书记的娄敏修在白庙来仪寺主持召开紧急会议，开始准备武装暴动。同年中秋，娄敏修组织领导了戴家场暴动，镇压了民团涂老五部，随后坡子场、彭家场、白庙、张家场等地相应。国民党派遣军队和清乡团镇压，并在张沟逮捕了娄敏修。娄敏修被判死刑，在处决前夕，中共鄂中特委领导组织沔阳暴动，营救了娄敏修等人。
娄敏修出狱后，继任中共沔阳县委书记兼鄂中特委书记。1928年初，鄂中特委将各路部队集中在沔西根据地进行整编，并在拖船埠成立“中国共产党湖北沔阳工农革命军第五军”，萧仁鹄任五军军长、娄敏修任军代表。红五军在新沟咀歼灭保安队。1928年2月，红五军在监利朱河与周逸群、贺龙部会师，组成“中国工农革命军四十九路军”。同年二月中旬，部队攻打监利县城失利后损失严重，被迫转战游击。
1928年春以后，国民党收编李伯岩、陈厚堂部，组成“沔阳保卫团”，对当地共军及根据地进行屠杀。9月，国民革命军第十八军到沔阳，诱捕枪毙李伯岩、陈厚堂、收编沔阳保卫团。之后推行保甲制，致使基层中共组织遭到破坏。鄂中特委、沔阳县委负责人邓赤中、刘金山、刘绍南等相继阵亡。沔南区在清剿中，出现了中共党员集体自首事件，其中也有部分为保存实力而假自首。娄敏修率领沔阳县委转移到潜江，化名隐居，与此同时派杨光华代表县委坚持在沔东、沔北两区工作。1928年底，由于蒋介石和桂系军阀矛盾加剧，桂系军阀将沔阳的第十八军调走。1929年2月，娄敏修返回沔阳。他在杨家州召开全县各区负责人紧急会议，恢复党组织。与此同时，他妻子郭怀珍在反清乡中跳河阵亡，娄敏修悲愤之极，到洪湖地区重建沔南根据地。
1929年4月，段德昌在沔阳谢家湾天主堂召开党员大会，成立中共沔阳县委，娄敏修担任书记。同年10月，中共沔阳县委在洪湖召开了沔阳全县党的代表大会，并选举新县委。杨光华担任书记，娄敏修担任常委兼秘书长（其他常委有许炎生、李铁青、杨光华、谭汉藻）。娄敏修在抵达洪湖地区后调查发现存在很多人是假自首情况，考虑到当时革命斗争复杂性，他向鄂西特委负责人周逸群汇报并建议区别对待，并得到支持。随后娄敏修进行细致工作，重新恢复沔阳县洪湖根据地。1929年12月，中共沔监县委在周何家湾建立，娄敏修任书记，隶属鄂西特委。与此同时，中共中央对处理沔南党员集体自首事件表示反对，并要求对所有自首人员“一律开除党籍”。1930年1月，周小康抵达沔阳处理此事，宣布开除所有自首分子的党籍，重新组建沔阳县委，调娄敏修任鄂西联县政府秘书长。娄敏修被冠以“支持自首分子反党”、“难以驾驭”罪名，在石首调关被中共湘鄂西特委错杀。
中华人民共和国成立后，恢复娄敏修名誉，追认其为革命烈士。